# Благонамеренный
Благонамеренный — российский журнал, издававшийся Александром Измайловым в 1818—1826 годах.
В 1818 году он был ежемесячным, в 1822—1825 годах еженедельным, в 1819—1821 и 1826 выходило по две книжки в месяц. Журнал был основан с целью дать особый орган «Вольному обществу любителей российской словесности, наук и художеств» для помещения произведений его членов. Издавался чрезвычайно небрежно и неаккуратно: книжки запаздывали выходом на несколько месяцев, соединялись по две и по три в одну, объёмом гораздо меньше обещанного, и, наконец, за последние три года по нескольку книжек было не додано подписчикам (за 1824 год недоданы № 23—24, за 1825 — № 41—52, за 1826 — 13—24); последняя книжка была за июнь 1826 года, а вышла 19 октября того же года.
Издатель относился к своей халатности с добродушно-циничным юмором, почему публика и прощала ему её. Строгой программы «Благонамеренный» не имел. По своему составу журнал богаче всего театральными рецензиями; при журнале был отдел «благотворительности», где помещались сведения о бедных и пожертвованиях, а также отчёты об употреблении последних. Измайлов, как издатель этого журнала, являлся перед публикой каким-то старым добродушным знакомым, в час досуга решившимся поболтать о том, о сём. Он сознавался часто в том, что статьи, помещаемые в журнале, плохи, извинялся за несвоевременный выход журнала тем, что

Как русский человек, на праздниках гулял:

Забыл жену, детей — не только что журнал.

Это объявление Измайлова запомнилось современникам: в частности, его иронически цитирует Пушкин в примечании к тому месту из «Евгения Онегина», где упоминается «Благонамеренный»:

Я знаю: дам хотят заставить

Читать по-Русски. Право, страх!

Могу ли их себе представить

С "Благонамеренным" в руках!

В переписке Пушкина с П. А. Вяземским поэты, основываясь на этой цитате, дали слову «Благонамеренный» другое, непристойное значение: «[мой сосед] полагает, что ты суешь в руки дамские то, что у нас между ног» (Вяземский); «[А. Ф. Закревская] произвела меня в свои сводники (к чему влекли меня и всегдашняя склонность и нынешнее состояние моего Благонамеренного, о коем можно сказать, что было сказано о его печатном тёзке: ей-ей намеренье благое, да исполнение плохое)» (Пушкин). Именно после этих шуток появилось и примечание Пушкина к «Евгению Онегину» о «довольно неисправном» издании журнала покойного Измайлова.
Большую помощь в издании журнала Измайлову оказывал его племянник Павел Лукьянович Яковлев.
В 1926 году в Брюсселе российской эмиграцией издавался одноименный журнал, в нём печаталась Марина Цветаева.